# パラレル映画

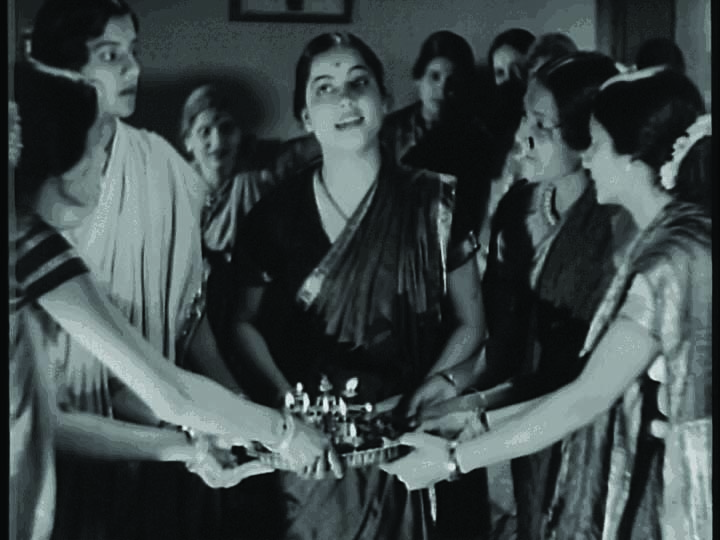
最初期のパラレル映画『Kunku』

パラレル映画（Parallel cinema）は、インド映画のムーブメント及び作品群。ネオレアリズモの影響を受けたムーブメントであり、ヌーヴェルヴァーグや日本ヌーヴェルヴァーグより歴史が古く、1960年代に始まるインディアン・ニューウェーブの先駆けとなった。1950年代に西ベンガル州で誕生し、その後はインドの他の言語映画産業やバングラデシュ映画でも製作されるようになった。
パラレル映画は西ベンガル映画で誕生し、サタジット・レイ、ムリナール・セーン、リッティク・ゴトク、タパン・シンハーなどの著名な映画製作者を輩出した。これらの作品はシリアスな内容、リアリズム、自然主義、時代の社会的・政治的背景に根差した象徴的な要素、そしてインドの主流映画の典型的な要素であるダンスと歌のシークエンスの拒絶という特徴を持つ。

## 歴史

### 黎明期
インド映画におけるリアリズムの潮流は、1920年代から1930年代にかけて発生した。最初期の例としてバーブラーオ・パインタルが1925年に製作したサイレント映画『Savkari Pash』が挙げられ、同作ではV・シャンタラムが演じる主人公を通して、高利貸しによって農地を失い、都市に移住して工場労働者になることを余儀なくされる農民の姿が描かれている。同作はインドにおける写実主義の突破口として称賛され、「小屋の側で吠える犬」のシーンは、その後のインド映画のマイルストーン描写となった。1937年にV・シャンタラムが監督した『Kunku』では、インド社会における女性の劣悪な待遇を批判的に描いている。

### 勃興期
パラレル映画は1940年代後半から1965年にかけてサタジット・レイ、リッティク・ゴトク、ビマル・ロイ、ムリナール・セーン、タパン・シンハー、ハージャー・アフマド・アッバース、ブッダデーブ・ダースグプタ、チェタン・アーナンド、グル・ダット、V・シャンタラムによって形作られた。この時期はインド映画史における黄金時代の一部と見做されている。また、この作品群はインド文学から多くの題材を引用しており、当時のインドの社会経済や人口変動、政治背景を研究するための重要な資料となっている。インド映画は黎明期からエンターテインメント以上の目的を以て製作されることが多く、これらは映画を通して社会問題を訴え、時には新しい問題を提起する役割を担っていた。これらの例として1943年のベンガル飢饉を題材にしたハージャー・アフマド・アッバースの『Dharti Ke Lal』、第1回カンヌ国際映画祭でパルム・ドールを受賞したチェタン・アナンドの『下層都市』が挙げられる。
1950年代から1960年代にかけて、映画製作者や脚本家の一部はミュージカル映画形式のやり方に不満を抱き、芸術的観点から現実を描いた映画ジャンルを形成した。この時期に製作された作品群の大半は、芸術映画ジャンル促進を目的とした州政府からの資金援助を得ていた。この「インド式ネオリアリズム映画」の最も著名な映画監督にはサタジット・レイが挙げられ、シャーム・ベネガル、ムリナル・セン、アドゥール・ゴーパーラクリシュナン、ゴーヴィンダン・アラヴィンダン、ギリシュ・カサラヴァッリが後に続いた。サタジット・レイの最も著名な作品にオプー三部作（『大地のうた』『大河のうた』『大樹のうた』）があり、このうち『大地のうた』は15万ルピーの低予算で製作され、三部作はカンヌ国際映画祭、ベルリン国際映画祭、ヴェネツィア国際映画祭で賞を受賞し、現在ではオールタイムベスト映画ランキングにリストアップされている。
製作された芸術映画の一部はシュルレアリスムやファンタスティックに分類される映画業界で商業的な成功を収めており、こうした芸術映画と商業映画の要素を上手く組み合わせた作品も存在する。この例として挙げられるのがビマル・ロイの『2エーカーの土地』であり、同作は興行面・批評面で成功を収め、第7回カンヌ国際映画祭で国際賞を受賞している。ボリウッドで最も成功した映画製作者の一人であるリシケーシュ・ムカルジーは「中流映画のパイオニア」と呼ばれており、変化する中流階級の精神を描いた映画を製作することで知られていた。ブリタニカ百科事典は彼について「主流映画の豪華さと芸術映画の冷徹なリアリズムの中間を切り開いた」と記述している。この他にバス・チャテルジーは中産階級の生活を描いた『Piya Ka Ghar』『Rajnigandha』『Ek Ruka Hua Faisla』を監督したことで知られており、グル・ダットが監督した『渇き』はタイム誌オールタイム映画100選に選ばれている。
1960年代に入るとインド政府はインドをテーマにした芸術映画に資金を投入するようになった。これらの映画を製作した監督の多くは、プネーのインド映画テレビ研究所の卒業生だった。同研究所の教授を務めたリッティク・ゴトクは著名な映画監督でもあったが、サタジット・レイと異なり国際的な名声を得ることはなかった。彼が1952年に監督した『Nagarik』はサタジット・レイの『大地のうた』よりも先に製作されたベンガル語芸術映画だったが、同作は彼が死去するまで公開されることがなかった。彼の最初の商業映画である『非機械的』は、『ラブ・バッグ』以前に無生物（自転車）をキャラクターとして登場させた最初の映画として知られている。また、同作の主人公ビマルは、サタジット・レイの『Abhijan』の主人公ナルシンの描写に影響を与えたとされている。
1964年にはカンナダ語映画で初となるシュルレアリスム映画『Naandi』が公開された。同作は興行的・批評面で成功を収め、国際映画祭で上映された最初のカンナダ語映画となった。これにより、カンナダ語映画は1970年代から1980年代にかけて多くの映画賞を受賞する国際的な映画産業に成長した。

### 成長期
1970年代から1980年代にかけて、パラレル映画はヒンディー語映画で急成長した。この時代に活躍したヒンディー語映画のパラレル映画監督にはグルザール、シャーム・ベネガル、マニ・コウル、ラジンダル・シン・ベーディー、カンティラール・ラソッド、サイード・アクタル・ミルザがおり、後にゴーヴィンド・ニハラニが同時期のインド芸術映画を牽引した。マニ・カウルは『Uski Roti』『Ashadh Ka Ek Din』『夫になりたかった幽霊』が国際的に高い評価を受け、シャーム・ベネガルは監督デビュー作『Ankur』が成功を収め、パラレル映画において新たなジャンルを拡大することになった。リッティク・ゴトクに師事したクマール・シャハニはインド芸術映画のランドマークとなる『Maya Darpan』を監督した。これらの映画製作者は大衆映画の特定の規則を取り入れつつ、独自の異なるスタイルでリアリズムを促進しようと試みた。この時期にはシャバーナー・アーズミー、スミター・パーティル、アモール・パレカル、オム・プリ、ナシールッディーン・シャー、クルブーシャン・カルバンダー、パンカジ・カプール、ディープティ・ナヴァル、ファルーク・シャーイフなどの若手俳優にキャリアを与え、さらに商業映画で活動していたヘマ・マリニ、ラーキー・グルザール、レーカーなどに芸術映画に転身させるきっかけを与えた。
アドゥール・ゴーパーラクリシュナンは1972年に『Swayamvaram』を監督し、パラレル映画をマラヤーラム語映画に浸透させた。同映画産業はインド映画の黄金時代が過ぎた1980年代から1990年代初頭にかけて独自の黄金時代を迎え、この時期を代表するインド映画製作者にはアドゥール・ゴーパーラクリシュナンの他にK・P・クマラン、ゴーヴィンダン・アラヴィンダン、ジョン・エイブラハム、パドマラージャン、バーラタン、T・V・チャンドラン、シャジ・N・カルンなどマラヤーラム語映画の人材が多く挙げられている。アドゥール・ゴーパーラクリシュナンはサタジット・レイの精神的後継者と評価されており、この時期にはサザーランド杯を受賞した『Elippathayam』、ヴェネツィア国際映画祭で賞を受賞した『Mathilukal』などを監督したことで知られている。シャジ・N・カルンは監督デビュー作『Piravi』で第42回カンヌ国際映画祭のカメラ・ドール・メンションに選ばれ、『Swaham』では第47回カンヌ国際映画祭でパルム・ドールにノミネートされた。
タミル語映画ではK・バーラチャンダル、C・V・シュリーダル、J・マヘンドラン、バル・マヘンドラ、バーラティラージャ、マニラトナム、カマル・ハーサン、バーラ、セルヴァラーガヴァン、ミシュキン、ヴェトリマーラン、ラームが、テルグ語映画ではパッタビラーマ・レッディ・チカヴァラプ、K・N・T・サストリー、B・ナルシング・ラオ、アッキネーニ・クトゥンバ・ラオがそれぞれの映画産業におけるパラレル映画の国際的知名度を高めた。

### 衰退期
1990年代初頭までに、映画製作のコスト上昇と映画の商業化によりパラレル映画は大きな影響を受けた。投資回収率が低いパラレル映画の製作を映画製作者たちが忌避するようになった結果、パラレル映画の製作本数が激減した。

### 復興期
芸術映画の復興が始まったヒンディー語映画では、「パラレル映画」が風変わりな内容の映画を指す言葉に変化した。これは、ムンバイの社会問題を反映した「ムンバイ・ノワール」と呼ばれるジャンルの出現に繋がった。ムンバイ・ノワールはラーム・ゴーパール・ヴァルマの『Satya』で知られるようになったが、同ジャンルはムンバイの犯罪組織を現実に即して描いているにもかかわらず商業映画と見なされ、一般には芸術映画とは認識されていない。
2000年代に製作されたパラレル映画にはリトゥポルノ・ゴーシュの『Utsab』、マニ・ラトナムの『Yuva』、ナゲーシュ・ククヌールの『3 Deewarein』『Dor』、マニシュ・ジャーの『Matrubhoomi』、スディール・ミシュラーの『Hazaaron Khwaishein Aisi』、パン・ナリンの『Valley of Flowers』、オニールの『My Brother…Nikhil』『Bas Ek Pal』、アヌラーグ・カシャップの『Black Friday』、ヴィクラマディティヤ・モトワニの『Udaan』、キラン・ラオの『ムンバイ・ダイアリーズ』、アミット・ダッタの『The Golden Bird』、アナンド・ガンディーの『Ship of Theseus』がある。
2000年代の主なパラレル映画監督にはブッダデーブ・ダースグプタ、アパルナ・セン、ゴータム・ゴース、サンディープ・レイ、カウシク・ガングリー、スマン・ムコパディヤイ、カマレーシュワル・ムカルジー、アドゥール・ゴーパーラクリシュナン、シャジ・N・カルン、T・V・チャンドラン、シャーマプラサード、Dr.ビジュ、サナル・クマール・シャシダラン、クマール・シャハニ、ケタン・メータ、ゴーヴィンド・ニハラニ、シャーム・ベネガル、アミット・ダッタ、マニシュ・ジャー、アシム・アルワリア、アヌラーグ・カシャップ、アナンド・ガンディー、ディーパ・メータ、マニラトナム、バーラ、ラージネーシュ・ドマルパリ、ジャヌ・バルア、アモル・パレカル、ウメシュ・ヴィナヤック・クルカルニーがいる。
アーミル・カーンは21世紀に入ると自身の映画製作会社アーミル・カーン・プロダクションを通して、商業主義的なマサラ映画と芸術志向のパラレル映画の境界を曖昧なものにし、前者のエンターテインメント性と後者の力強いメッセージ性を組み合わせた。彼は主流映画の観客にパラレル映画の存在を認識させる手助けをしており、海外での興行的成功と批評面での高い評価を得ている。

## パラレル映画の評価
パラレル映画勃興期の1940年代から1950年代にかけて、パラレル映画はイタリア映画（ネオレアリズモ）とフランス映画（詩的リアリズム）の影響を強く受けていた。サタジット・レイは『大地のうた』製作に際して影響を受けた作品として、ヴィットリオ・デ・シーカの『自転車泥棒』、ジャン・ルノワールの『河』をベンガル文学とインド古典演劇と共に挙げている。ビマル・ロイの『2エーカーの土地』も『自転車泥棒』の影響を受けている。
チェタン・アナンドの『下層都市』が第1回カンヌ国際映画祭でパルム・ドールを受賞して以来、パラレル映画は数十年間にわたり国際フォーラムや映画祭で数多く上映されるようになった。これにより、インドのインディペンデント系映画製作者の作品は世界中で視聴されるようになった。特に大きな影響力を持ったのはサタジット・レイであり、ヨーロッパ・アジア・アメリカで人気を集めた。彼の作品はマーティン・スコセッシ、ジェームズ・アイヴォリー、アッバス・キアロスタミ、エリア・カザン、フランソワ・トリュフォー、カルロス・サウラ、高畑勲、ウェス・アンダーソンなどの映画製作者に影響を与え、黒澤明など多くの映画製作者が彼の作品を賞賛した。後にサタジット・レイは『カンチェンジュンガ』でハイパーリンク映画の先駆けとなる物語構造を取り入れている。また、彼が1967年に脚本を執筆した『The Alien』は最終的に製作が中断されたものの、スティーヴン・スピルバーグの『E.T.』に影響を与えたと広く信じられている。さらにアイラ・サックスの『Forty Shades of Blue』は『チャルラータ』のリメイクであり、グレゴリー・ナヴァの『ミ・ファミリア』のラストシーンは『大樹のうた』の影響を受けている。この他に『Sacred Evil – A True Story』、ディーパ・メータのエレメント三部作もサタジット・レイ作品の影響を受けている。
ムリナール・セーンはマルクス主義的視点の作品で知られており、彼の作品の多くはカンヌ国際映画祭、ベルリン国際映画祭、ヴェネツィア国際映画祭、モスクワ国際映画祭、カルロヴィ・ヴァリ国際映画祭、モントリオール世界映画祭、カイロ国際映画祭など主要な映画祭で映画賞を受賞しており、各国の主要都市で回顧上映が行われている。
リッティク・ゴトクは死後に作品が評価されるようになった。1990年代から彼の作品を復元するプロジェクトが始動し、国際展示会及びDVDリリースにより国内外の人々に認識されるようになった。リッティク・ゴトク作品もサタジット・レイ作品と同様にオールタイムベスト映画ランキングに頻繁に選ばれている。サイト&サウンドの映画ランキングではサタジット・レイ作品のオプー三部作（1992年、第4位）、『音楽サロン』（1992年、第27位）、『チャルラータ』（1992年、第41位）、『Aranyer Din Ratri』（1982年、第81位）が選ばれている。2002年の同ランキングではグル・ダットの『渇き』『紙の花』（同率第160位）、リッティク・ゴトクの『雲のかげ星宿る』（第231位）と『Komal Gandhar』（第346位）が選ばれている。1998年にはシネマヤの批評家投票ではサタジット・レイのオプー三部作（3作合算で第1位）、『チャルラータ』『音楽サロン』（同率第11位）、リッティク・ゴトクの『Subarnarekha』（同率第11位）が選ばれている。1999年にヴィレッジ・ヴォイスの「世紀のベストフィルム」にオプー三部作（3作合算で第5位）が選ばれ、2005年のタイム誌オールタイム映画100選にはオプー三部作と『渇き』、マニ・ラトナムの『ナヤカン/顔役』が選ばれている。1992年にはサイト&サウンドの「オールタイム・トップ10ディレクター」にサタジット・レイ（第7位）、2002年には「偉大な監督」にグル・ダット（第73位）が選ばれている。
スブラタ・ミットラはオプー三部作で撮影監督を務め、彼の撮影技法は世界中の撮影技師に影響を与えた。彼は天井や壁に照明を当て、その反射光で照明効果を得るバウンスライトを得意としており、『大河のうた』でこの撮影技法を取り入れた。この他にサタジット・レイの先駆的な撮影技法として、『Pratidwandi』で取り入れたネガフィルムフラッシュバックとX線撮影が挙げられる。